# لیزا جین پرسکی
لیزا جین پرسکی (به انگلیسی: Lisa Jane Persky) (زاده ۵ مهٔ ۱۹۵۵) بازیگر آمریکایی است.
از فیلم‌های معروف او می‌توان به بازی در راپسودی آمریکایی، انجمن پنبه، سر مخروطی‌ها، علائم حیاتی، مرده خنده‌دار و حتما اشاره کرد.